# シズベル
シズベル (SISVEL) は、欧州を拠点とする知的財産権の管理会社である。電気通信分野の知的財産権の管理に関して、特許権者から委託されて共同ライセンスプログラムやパテントプールを運営しているグローバル企業である。

## 概要
グループ拠点は、イタリアのトリノに本社部門。エディコ（ローマ）、ルクセンブルクにシズベルインターナショナル、米国にシズベルUSとAudio MPEG（ワシントン首都圏）、シズベル香港、シズベルジャパン（東京）、ドイツにシズベルジャーマニー（シュトゥットガルト）を置き、技術、法律、ライセンシングなどの専門知識を有する約100名の社員が在籍している。シズベルがこれまでに手掛けている特許ポートフォリオには、MP3を含むMPEG Audioとして知られる音声圧縮規格やCDMA2000携帯通信規格、UHF-RFID規格、DVB-Tデジタルテレビ放送規格、DVB-T2, DVB-H, DVB-C規格、802.11n(Wi-Fi) 規格などの特許の管理運営を委託されている。LTEパテントプールの設立も準備中である。また、グループ内の研究部門であるシズベルテクノロジー社を通じて、立体テレビ放送に関する新たな技術開発も行っているとされる。スローガンは"We protect ideas"とされる。

## 来歴
- 1982年4月1日、Roberto Dini（ロベルト・ディーニ）がイタリアのローマに創業した[2]
- 2007年2月9日、シズベルジャパン社を設立した
- 2008年、シズベルジャーマニー社とシズベルテクノロジー社を設立した